# BBC Television Centre

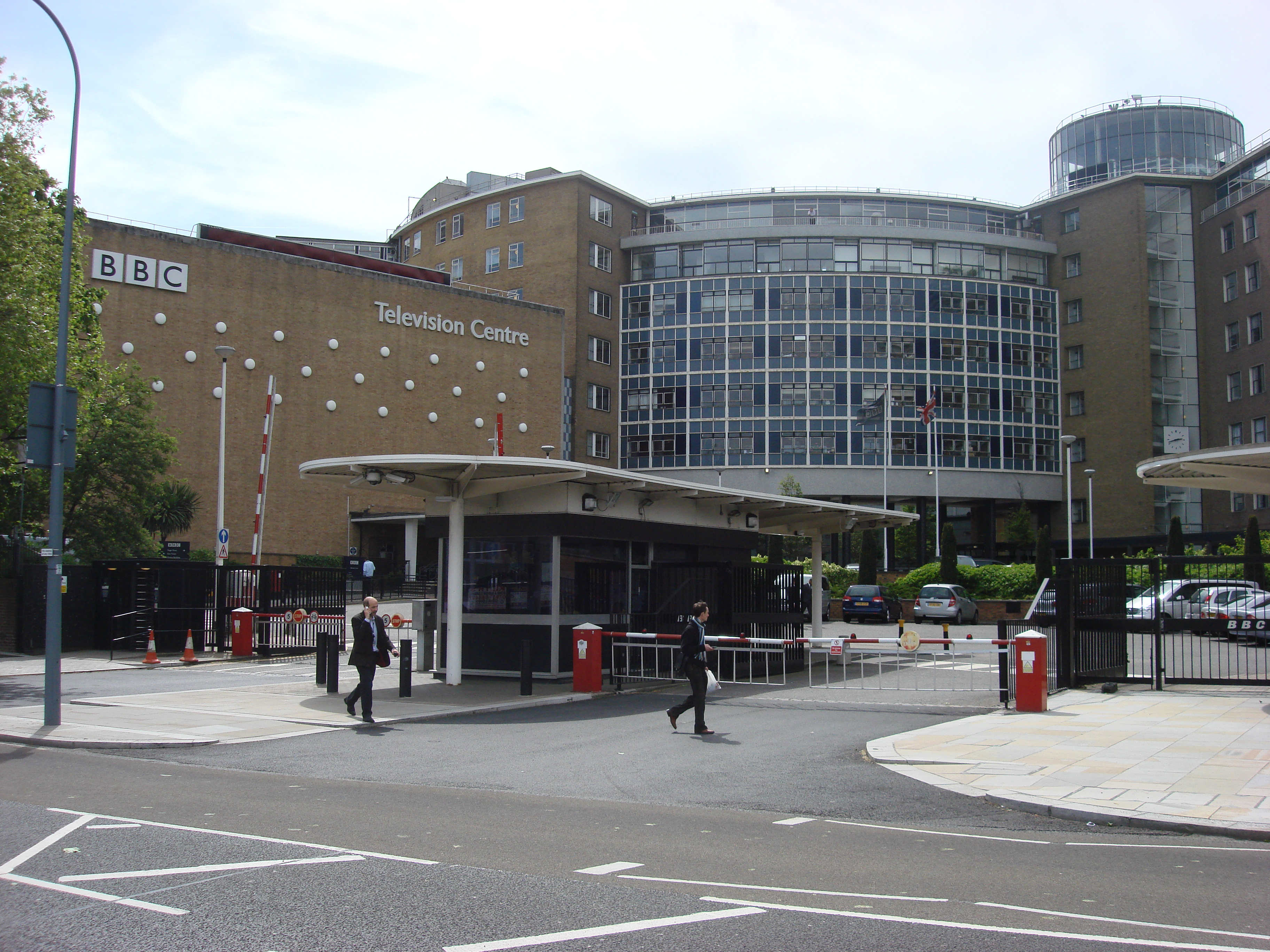
Das BBC Television Centre

Das BBC Television Centre war bis zum 31. März 2013 der Hauptsitz des BBC-Fernsehens in London.
Das Gebäudeensemble im Stadtteil White City wurde in den 1950er Jahren nach Plänen des Architekten Graham Dawbarn erbaut und 1960 eröffnet. Das mittlerweile denkmalgeschützte Ensemble hat ein kreisförmiges Hauptgebäude („Main Block“) um den sich weitere Studio- und Bürogebäude scharen. In den 15 Fernsehstudios von 65 m² bis 995 m² Grundfläche wurden fast alle BBC-Formate produziert, darunter Nachrichtensender wie BBC News oder Serien wie Doctor Who oder ehemals Fawlty Towers.
Die nächstgelegene Station der London Underground ist die Station Wood Lane.